# Blonde on Blonde
Blonde on Blonde é o sétimo álbum de estúdio do cantor e compositor americano Bob Dylan, lançado a 16 de maio de 1966 pela Columbia Records. As sessões de gravação começaram em Nova Iorque, em outubro de 1965, com a participação de vários músicos, incluindo membros de sua banda de apoio, The Hawks. Embora as gravações tivessem continuado até janeiro de 1966, chegaram a concluir apenas uma canção até aquele momento — "One of Us Must Know (Sooner or Later)". Por sugestão do produtor Bob Johnston, Dylan, o tecladista Al Kooper e o guitarrista Robbie Robertson mudaram-se para os estúdios da CBS em Nashville, Tennessee. Essas sessões, que receberam alguns dos melhores músicos de sessão da cidade, foram mais proveitosas, com todas as canções restantes do disco sendo gravadas entre fevereiro e março de 1966.
O álbum completou a trilogia de discos de rock que Dylan gravou entre 1965 e 1966, começando com Bringing It All Back Home e Highway 61 Revisited. Críticos geralmente classificam Blonde on Blonde como um dos maiores álbuns de todos os tempos. Combinando a experiência de músicos durante as sessões realizadas em Nashville com uma sensibilidade literária modernista, as canções foram descritas operando musicalmente em grande escala, na qual autores como o britânico Michael Gray referia-se às letras como "uma mistura única do visionário e do coloquial". Foi um dos primeiros álbuns-duplos na história do rock.
Alcançou o nono lugar na parada Billboard 200 nos Estados Unidos, onde eventualmente foi certificado com dupla platina, alcançando também a terceira posição no Reino Unido. Blonde on Blonde gerou dois hits que ficaram entre as vinte mais tocadas nas rádios americanas: "Rainy Day Women No. 12 & 35" e "I Want You", ambas lançadas em 1966. Duas músicas adicionais — "Just like a Woman" e "Visions of Johanna" — foram nomeadas entre as melhores composições de Dylan, incluídas na lista das "500 Melhores Canções de Todos os Tempos da Rolling Stone"; também foi classificado na 9ª posição na lista dos "500 Melhores Álbuns de Todos os Tempos" da mesma publicação.

## Antecedentes

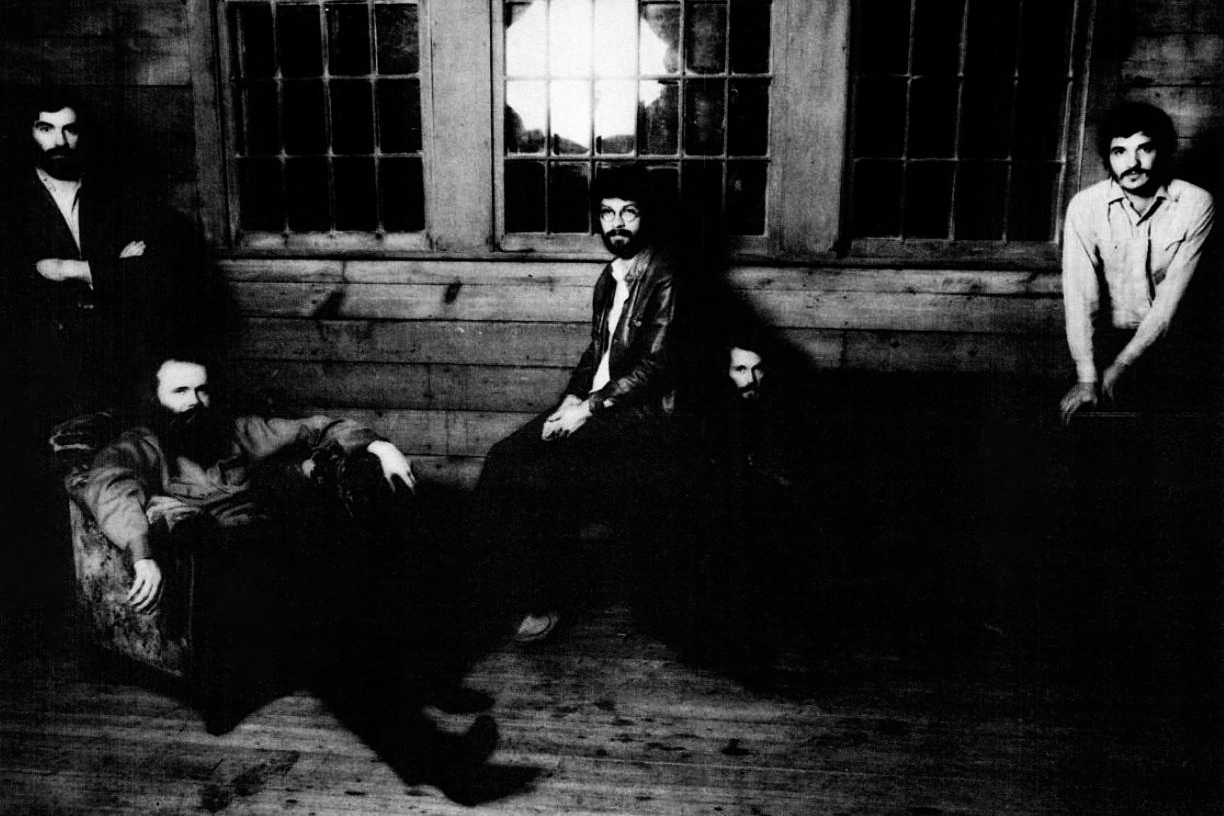
Antes de iniciar as gravações do disco, Dylan juntou-se à banda de roots rock canadense The Hawks

Após o lançamento de Highway 61 Revisited em agosto de 1965, Dylan começou a contratar uma banda para tocar em turnê. O guitarrista Mike Bloomfield e o tecladista Al Kooper o apoiaram em seu novo álbum e numa polêmica apresentação com instrumentos elétricos no Newport Folk Festival. Bloomfield optou por não participar da turnê, preferindo ficar com o Paul Butterfield Blues Band. Depois de apoiá-lo em shows no final de agosto e início de setembro, Kooper informou que não queria continuar em turnê com ele. Albert Grossman, o empresário do cantor, estava montando uma programação cansativa de shows que manteria Dylan na estrada pelos próximos nove meses, se apresentando nos Estados Unidos, Austrália e Europa. O músico contatou um grupo que se apresentava como Levon and the Hawks, formado por Levon Helm, do Arkansas, e quatro músicos canadenses: Robbie Robertson, Rick Danko, Richard Manuel e Garth Hudson. Eles reuniram-se como uma banda no Canadá, apoiando o músico norte-americano Ronnie Hawkins. Duas pessoas recomendaram fortemente o The Hawks a Dylan: Mary Martin, secretária executiva de Albert Grossman, e o cantor de blues John Hammond Jr., filho do produtor musical John Hammond, que o havia contratado para a Columbia Records em 1961; os Hawks apoiaram o jovem Hammond em seu álbum So Many Roads (1965).
Dylan ensaiou com o The Hawks em Toronto em 15 de setembro, onde estavam tocando em sua cidade natal no Friar's Club, e em 24 de setembro eles fizeram sua estreia em Austin, Texas. Duas semanas depois, encorajado pelo sucesso de sua performance no Texas, levou o The Hawks para o Studio A da Columbia Records, em Nova Iorque. Sua tarefa imediata era gravar um single de sucesso como o sucessor de "Positively 4th Street" (1965), mas ele já estava trabalhando no próximo álbum, o terceiro daquele ano apoiado por músicos de rock.

## Desenvolvimento e gravação

### Sessões em Nova Iorque
O produtor Bob Johnston, que havia supervisionado a gravação de Highway 61 Revisited, começou a trabalhar com Dylan e o The Hawks no Studio A da Columbia, número 799 da Sétima Avenida em Nova Iorque, em 5 de outubro. Eles se concentraram em um novo arranjo de "Can You Please Crawl Out Your Window?" (1965), Uma música gravada durante as sessões de Highway 61 Revisited, mas não incluída naquele álbum. Três outros números foram tentados, mas nenhum avançou para músicas completas. Tanto a incompleta "Jet Pilot" quanto "I Wanna Be Your Lover", uma quase-paródia de "I Wanna Be Your Man" (1963), dos Beatles, finalmente apareceu na retrospectiva Biograph (1985). Também foram tentadas duas tomadas de "Medicine Sunday", uma canção que mais tarde evoluiu para "Temporary Like Achilles".
Em 30 de novembro, os Hawks juntaram-se a Dylan novamente no Studio A, mas o baterista Bobby Gregg substituiu Levon Helm, que estava cansado de tocar numa banda de apoio e desistiu. Eles começaram a trabalhar em uma nova composição, "Freeze Out", que foi posteriormente renomeada como "Visions of Johanna", mas o cantor não estava satisfeito com os resultados. Uma das gravações de 30 de novembro foi lançada no The Bootleg Series Vol. 7: No Direction Home: The Soundtrack (2005). Nesta sessão, eles completaram "Can You Please Crawl Out Your Window?" A música foi lançada como single em dezembro, mas só alcançou o número 58 nas paradas americanas.

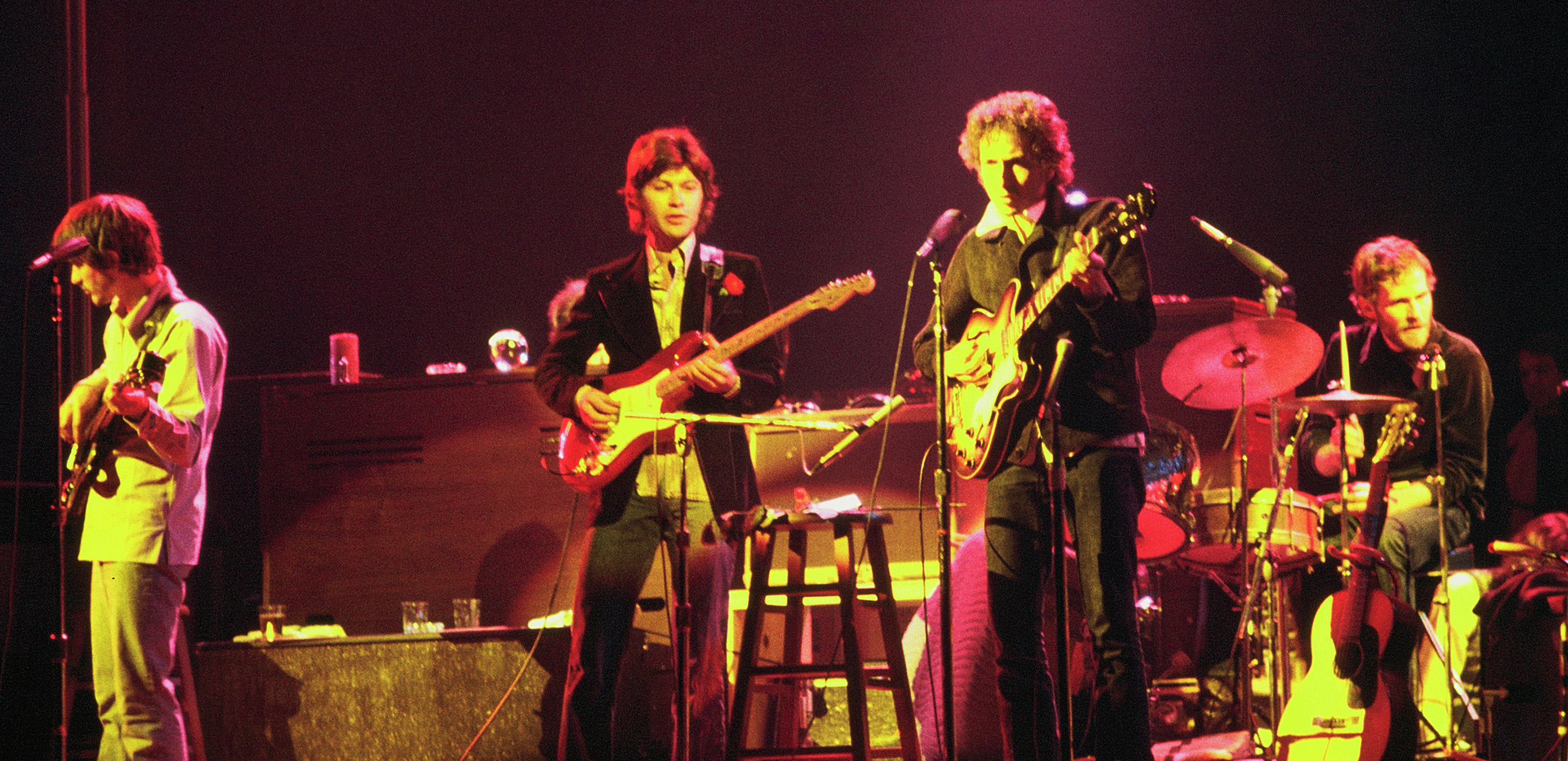
O The Hawks (foto de um concerto com Bob Dylan em Chicago, 1974) acompanhou o cantor na produção das músicas, embora algumas — como "She's Your Lover Now" e "I'll Keep It with Mine" — tenham sido descartadas e lançadas posteriormente na série de compilações The Bootleg Series

Passou a maior parte de dezembro na Califórnia, realizando uma dúzia de concertos com sua banda, e depois fez uma pausa na terceira semana de janeiro após o nascimento de seu filho Jesse. Em 21 de janeiro de 1966, retornou ao Studio A da Columbia para gravar outra composição longa, "She's Your Lover Now", acompanhada pelo The Hawks (desta vez com Sandy Konikoff na bateria). Apesar de dezenove tomadas, a sessão não conseguiu produzir nenhuma gravação completa. Dylan não tentou a música novamente, mas uma das tomadas da sessão de 21 de janeiro finalmente apareceu 25 anos depois em The Bootleg Series Volumes 1–3 (Rare & Unreleased) 1961–1991 (1991). (embora a música falhe no começo do último verso, a gravadora lançou-a como a versão mais completa da sessão).
Nessa época, o cantor ficou desiludido com a participação do The Hawks no estúdio. Ele gravou mais material no Studio A em 25 de janeiro, com apoio do baterista Bobby Gregg, do baixista Rick Danko (ou Bill Lee), do guitarrista Robbie Robertson, do pianista Paul Griffin e do organista Al Kooper. Mais duas novas composições foram tentadas: "One of Us Must Know (Sooner or Later)" (1966) e "Leopard-Skin Pill-Box Hat" (1967). O cantor estava satisfeito com "One of Us Must Know"; a tomada de 25 de janeiro foi lançada como single algumas semanas depois e foi posteriormente selecionada para o álbum.
Outra sessão ocorreu em 27 de janeiro, desta vez com Robertson, Danko, Kooper e Gregg. Dylan e sua banda gravaram "Leopard-Skin Pill-Box Hat" e "One of Us Must Know (Sooner or Later)", mas ele não estava satisfeito com a performance gravada de ambas as músicas. Também nesta sessão, ele tentou uma performance bruta de "I'll Keep It with Mine" (1991), uma música que já havia gravado duas vezes como uma demo. Os músicos acrescentaram apoio provisório numa interpretação em que o biógrafo Clinton Heylin descreveu como "superficial". A gravação foi finalmente lançada em The Bootleg Series Volumes 1–3.
A falta de material novo e o lento progresso das sessões contribuíram para a decisão de Dylan de cancelar três datas adicionais de gravação. Seis semanas depois, ele confidenciou ao crítico Robert Shelton: "Eu estava pra baixo. Quer dizer, em dez sessões de gravação, cara, nós não conseguimos uma música ... Foi a banda. Mas sabe, eu não sabia disso. Eu não queria pensar nisso."

### Sessões em Nashville
Reconhecendo a insatisfação de Dylan com o progresso das gravações, o produtor Bob Johnston sugeriu que mudassem as sessões para Nashville. Johnston morou lá e teve uma vasta experiência trabalhando com músicos da cidade. Ele lembrou como o empresário Albert Grossman era hostil à ideia: "Grossman veio até mim e disse: 'Se você mencionar Nashville para Dylan novamente, você esta fora.' Eu disse: 'O que você quer dizer?' Ele disse: 'Você me ouviu. Nós temos uma coisa aqui'". Apesar da oposição do empresário, ele concordou com a sugestão de Johnston, e os preparativos foram feitos para gravar o álbum no Studio A da Columbia no Music Row de Nashville, em fevereiro de 1966.
Além de Kooper e Robertson, que estavam com o cantor em Nova Iorque, Johnston recrutou o gaitista, guitarrista e baixista Charlie McCoy, o guitarrista Wayne Moss, o baixista Joe South e o baterista Kenny Buttrey. A pedido do cantor, Johnston removeu os defletores — partições separando os músicos para que houvesse "um ambiente adequado para um conjunto". Buttrey creditou o distinto som do disco ao rearranjo que o produtor fez no estúdio, "como se estivéssemos em um palco apertado, ao contrário de tocar em um grande salão onde você está a noventa milhas de distância". Dylan tinha um piano instalado no quarto de hotel em Nashville que Kooper tocaria para ajudar a escrever as letras. Kooper então ensinaria as melodias aos músicos antes dele chegar para as sessões.
Na primeira sessão de Nashville em 14 de fevereiro, gravou com sucesso "Visions of Johanna", que ele havia tentado várias vezes em Nova Iorque. Também foi gravado uma tomada de "4th Time Around", que chegou ao álbum e uma tomada de "Leopard-Skin Pill-Box Hat", o que não aconteceu. No dia seguinte a sessão começou às 6 da tarde, mas o cantor simplesmente sentou no estúdio e trabalhou em suas letras enquanto os músicos jogavam cartas, cochilavam e conversavam. Finalmente, às quatro da manhã, ele chamou os músicos e delineou a estrutura da canção. Dylan contou e os músicos dormiram enquanto ele tentava sua composição épica "Sad Eyed Lady of the Lowlands". Kenny Buttrey lembrou: "Se você notar aquela gravação, essa coisa depois do segundo refrão começa a se construir e ser construída loucamente, e todo mundo estava no limite porque pensamos: 'cara, é isso ... Esse vai ser o último refrão e temos que colocar tudo nele'. E ele tocou outro solo de gaita e voltou para outro verso e a dinâmica teve que ser reduzida novamente ao sentimento de outro verso ... Após uns dez minutos, estávamos rindo um do outro com o que estávamos fazendo. Quero dizer, atingimos o auge há cinco minutos. Para onde vamos agora?" A música concluída atingiu 11 minutos e 23 segundos e ocupou todo o quarto lado do álbum.
A próxima sessão começou de forma semelhante — Dylan passou a tarde escrevendo versos e a sessão continuou até a madrugada de 17 de fevereiro, quando os músicos começaram a gravar "Stuck Inside of Mobile with the Memphis Blues Again". Depois de várias revisões musicais e falsos inícios, a décima quarta tomada foi a versão selecionada para o disco.
A maioria dos relatos sobre a gravação de Blonde on Blonde, incluindo os de Clinton Heylin e Michael Gray, concordam que havia dois blocos de sessões de gravação: 14 a 17 de fevereiro e 8 a 10 de março de 1966. Essa cronologia é baseada nos registros e arquivos mantidos pela Columbia Records.
Dylan e o The Hawks fizeram shows em Ottawa, Montreal e Filadélfia em fevereiro e março, e então o cantor voltou a gravar em Nashville em 8 de março. Nessa data, ele e os músicos gravaram a versão de "Absolutely Sweet Marie" (1966) que foi selecionada para o disco. O historiador Sean Wilentz observou que "com o som de 'Sweet Marie', Blonde on Blonde entrou total e sublimemente no que hoje é considerado um clássico do rock and roll". No mesmo dia ocorreu as tomadas bem sucedidas de "Just like a Woman" e "Pledging My Time", esta última "impulsionada pela guitarra de Robertson".
De acordo com Wilentz, a sessão de gravação final, entre 9 e 10 de março, produziu seis músicas em 13 horas de estúdio. O primeiro número a ser gravado para a satisfação de Dylan foi "Most Likely You Go Your Way and I'll Go Mine", quando McCoy reforçou na trombeta uma frase musical que o cantor tocou na gaita, mudando radicalmente o som da canção. Os músicos gravaram rapidamente "Temporary Like Achilles". A atmosfera da sessão começou a "ficar turbulenta" por volta da meia-noite quando tocaram "Rainy Day Women #12 & 35" no piano. Johnston lembrou comentando: "Isso soa como a maldita banda do Exército de Salvação". Dylan respondeu: "Você pode arranjar uma?" Johnston então telefonou para o trombonista Wayne Butler, o único músico adicional necessário, e Dylan e a banda, com McCoy novamente tocando trompete, tocaram uma versão animada da música.
Em rápida sucessão, Dylan e os músicos gravaram "Obviously 5 Believers" e uma versão final de "Leopard-Skin Pill-Box Hat", com o apoio da guitarra solo de Robertson. A sessão terminou com "I Want You", na qual, como Wilentz observa, "as dezesseis notas aceleradas de Wayne Moss na guitarra" são um elemento impressionante da gravação.

### Desacordo sobre as datas de gravação
Al Kooper, que tocou teclado em todas as faixas do álbum, contestou a versão convencional de que havia dois blocos de sessões de gravação em Nashville. Em comentários no site de Michael Gray, ele escreveu: "Houve apenas uma viagem a Nashville para Robbie e eu, e todas as faixas foram feitas naquela única visita!", afirmando que Dylan simplesmente mudou para um concerto excepcional. Charlie McCoy concorda com essa versão. Wilentz analisou a gravação do disco em seu livro Bob Dylan In America, concluindo que a versão "oficial" documentada se encaixa no conhecido programa de turnês do músico, e observa que cinco das oito músicas gravadas pela primeira vez depois de "Stuck Inside of Mobile With The Memphis Blues Again", mas nenhuma daquelas gravadas anteriormente, incluem uma sessão intermediária — a primeira incursão extensa de Dylan como escritor nessa estrutura convencional.

## Composição

### Lado 1
De acordo com o autor Andy Gill, em "Rainy Day Women #12 & 35", ao iniciar seu novo álbum com o que soou como "uma banda marcial demente ... composta por loucos fora de si com ervas-daninha", Dylan causou o maior choque em seus antigos fãs do folk. Os elaborados trocadilhos em se drogar combinam um sentimento de perseguição paranoica com o "hedonismo boêmio das piscadelas e cutucadas." Heylin aponta que as conotações do Antigo Testamento em ficar chapado fizeram com que o apoio musical ao estilo do Exército da Salvação parecesse uma boa piada. Heylin sugeriu que o título enigmático surgiu porque Dylan sabia que uma música intitulada "todo mundo deve ficar chapado" seria mantida fora das rádios. Heylin liga o título ao capítulo 27, versículo 15 do Livro dos Provérbios: "A esposa briguenta é como o gotejar constante num dia chuvoso." Lançado como single em 22 de março de 1966, "Rainy Day Women" alcançou o segundo lugar na parada musical da Billboard, e a sétima posição no Reino Unido.
A faixa seguinte, "Pledging My Time", influenciada pelo Chicago blues, define o tom sombrio que percorre o álbum. Baseia-se em várias canções tradicionais de blues, incluindo a gravação de Elmore James "It Hurts Me Too". Para o crítico Michael Gray, os versos "Alguém teve sorte, mas foi um acidente", ecoam a frase "Algum palhaço teve sorte, roubou-a de volta" de "Come On in My Kitchen" de Robert Johnson, que em si é um eco da gravação de Skip James "Devil Got My Woman", de 1931. Gray sugere que "os movimentos devorando as frases melódicas" derivam da melodia "Sitting on Top of the World", gravada pelo Mississippi Sheiks em 1930. O dístico no final de cada verso expressa o tema: uma promessa feita a uma possível amante na esperança de que "ela também passará". Além dos vocais de Dylan e das improvisadas pausas de gaita, o som da música é definido pela guitarra de Robbie Robertson, o piano blues de Hargus "Pig" Robbins e sons de caixa de Ken Buttrey. A canção foi lançada de forma editada como o lado B de "Rainy Day Women #12 & 35" em março.
Considerado por muitos críticos como uma das obras-primas de Dylan, "Visions of Johanna" mostrou-se difícil de gravar em fita. Heylin data a escrita por volta do outono de 1965, quando o cantor estava morando no Hotel Chelsea com sua esposa Sara. No estúdio de gravação de Nova Iorque, em 30 de novembro, ele anunciou uma composição épica: "Essa se chama 'Freeze Out'." Gill observa que este título de trabalho capta o "ar de suspensão noturna em que as pinturas dos versos são esboçadas ... cheias de sussurros e murmúrios." Wilentz relata como Dylan guiou seus músicos de apoio por catorze tomadas, tentando esboçar como ele queria que tocassem, dizendo em um ponto: "não é hard rock, a única coisa que é hard é o Robbie." Wilentz observa que, enquanto Dylan acalma as coisas, ele se aproxima mais do que aparecerá no álbum.
Dez semanas depois, "Visions of Johanna" foi encaixada rapidamente no estúdio de Nashville. Kooper lembrou que ele e Robertson se tornaram hábeis em responder ao vocal do cantor e também destacaram a contribuição de Joe South "desta latejante ... parte de baixo ritmicamente incrível." Gill comenta que a música começa contrastando duas amantes: a carnal Louise e "a mais espiritual, mas inatingível" Johanna. Ele ainda argumenta que a música procura transmitir como o artista é obrigado a continuar se esforçando para buscar alguma visão ilusória da perfeição. Para Heylin, o triunfo da música está no "modo como Dylan consegue escrever sobre os sentimentos mais incipientes de uma maneira tão vívida e imediata."
Quando Dylan chegou ao estúdio em 25 de janeiro de 1966, ele ainda tinha que elaborar as letras e o título para o que viria a ser a faixa de encerramento do primeiro lado de Blonde on Blonde, "One of Us Must Know (Sooner or Later)". Ao juntar as partes da música e o refrão que lhe concede título, apresentado na quinta tomada, a sessão se estendeu pela noite até a manhã seguinte. Somente na décima quinta tomada que uma versão completa foi gravada. Ele e a banda persistiram até gravar 24 tomadas, o que concluiu a sessão e foi apresentado no álbum quatro meses depois. O crítico Jonathan Singer credita o piano de Griffin por unir a música: "No refrão, Griffin solta uma sinfonia; ele martela a melodia no teclado de cima a baixo, meio Gershwin, meio gospel, todo coração. O acompanhamento, uma figura assassina à esquerda que liga o refrão ao verso, não libera nenhuma tensão da música."
A canção é um relato direto de um relacionamento esgotado. Dissecando o que deu errado, o narrador assume uma atitude defensiva numa conversa unilateral com sua ex-amante. Como ele apresenta seu caso no verso de abertura, parece que é incapaz de reconhecer sua parte ou limitar o abuso: "Eu não queria te tratar tão mal. Você não deveria levar isso para o lado pessoal. Eu não queria te fazer tão triste. Só aconteceu de você estar lá, isso é tudo." "One of Us Must Know" foi a primeira gravação completa de Blonde on Blonde e a única escolhida das sessões de Nova Iorque. A música foi lançada como o primeiro single do disco em 14 de fevereiro, o mesmo dia em que Dylan começou a gravar em Nashville. Não apareceu nas paradas americanas, mas chegou ao número 33 no Reino Unido.

### Lado 2
Andy Gill observa que "I Want You" exibe uma tensão entre o tom muito direto do refrão, a frase repetida "Eu quero você" e um elenco esquisito e complexo de personagens, "muito numeroso para habitar confortavelmente os três minutos da música", incluindo um agente funerário culpado, um tocador de órgãos de rua solitário, pais chorosos, mães, salvadores adormecidos, a Rainha de Espadas e a "criança dançando com seu traje chinês". Analisando a evolução das letras através de sucessivos rascunhos, Wilentz escreveu que existem inúmeras falhas "sobre deputados perguntando-lhe seu nome ... versos sobre pais caindo abraçando uns aos outros e sobre suas filhas colocando-o para baixo porque ele não é seu irmão." Finalmente Dylan chega na fórmula certa.
Heylin ressalta que os versos da música ilustram o que Dylan explicou a um repórter em 1966: "Não são apenas palavras bonitas para uma melodia ou colocar músicas em palavras ... [são] as palavras e a música [juntas] — eu posso ouvir o som do que eu quero dizer." Al Kooper disse que de todas as músicas que Dylan havia delineado para ele no hotel, esta era sua favorita, então ele atrasou gravá-la até o final das sessões de Nashville, "só para irritá-lo". Lançada como single em junho de 1966, pouco antes do álbum, "I Want You" alcançou a posição de número 20 nos Estados Unidos, e o número 16 no Reino Unido.
Gravado na terceira sessão de Nashville, "Stuck Inside of Mobile with the Memphis Blues Again" foi o culminar de outro épico de escrita e gravação simultânea no estúdio. Wilentz descreveu como as letras evoluíram de uma página manuscrita sobrevivente, parcialmente escrita à mão e parcialmente ditada, "que começa 'doce, mas é muito difícil' (um verso que sobreviveu desde a primeira sessão de Nova Iorque com o the Hawks). Então as palavras serpenteiam por combinações aleatórias e fragmentos e imagens desconectadas ('as pessoas ficam mais feias'; 'olhos de banjo'; 'ele estava carregando uma .22, mas foi apenas um único tiro'), antes, nas próprias mãos de Dylan, em meio a muitas passagens, aparecer 'Oh mamãe, você está aqui em Mobile, Alabama, com o blues de Memphis novamente'."
No estúdio, a música evoluiu por meio de várias revisões. Heylin escreveu que "é o arranjo da música, e não suas letras, que ocupa os músicos nas primeiras horas da madrugada." Na quinta tomada, lançada em 2005 no No Direction Home: The Soundtrack, Dylan tropeça na fórmula "Stuck inside of Mobile" no quarto verso, e nunca mais a retoma. A canção contém duas partes frequentemente citadas pela filosofia do cantor: "Sua debutante sabe somente o que você precisa / Mas eu sei o que você quer" e "aqui eu me sento tão pacientemente / Esperando saber qual preço / Você tem que pagar para cair fora / Passando por tudo isso duas vezes".
"Leopard-Skin Pill-Box Hat" é uma sátira sarcástica sobre materialismo e moda. Feita no estilo Chicago blues, a música deriva sua melodia e parte das letras de "Automobile (Blues)" de Lightnin' Hopkins. Paul Williams escreveu que sua atitude cáustica é "ligeiramente moderada quando se percebe que o pique ciumento é a emoção subjacente". Nas letras, o narrador observa sua ex-amante em várias situações usando seu "novo chapéu pillbox de pele de leopardo", num momento a encontrando com um médico e depois a espiando fazendo amor com um novo namorado porque ela "esqueceu de fechar a porta da garagem". Nos versos finais, o narrador diz que sabe o que o namorado dela realmente ama: seu chapéu.
A música evoluiu após seis tomadas em Nova Iorque, 13 na primeira sessão de Nashville e, em seguida, uma tentativa em 10 de março, a tomada usada para o álbum. Dylan, que recebe crédito no encarte como guitarrista, abre a música tocando (no canal estéreo centro-direito); no entanto, Robertson manipula os solos com uma performance "aquecida" (no canal estéreo esquerdo). Um ano após a gravação, tornou-se o quinto single do disco a ser lançado, chegando ao número 81 na Billboard Hot 100.
Em "Just like a Woman", de acordo com a análise de Wilentz das fitas da sessão, Dylan iniciou as letras de uma de suas canções mais populares cantando "versos desconectados e meio sem sentido" durante as tomadas anteriores. Ele não tinha certeza do que a pessoa descrita na música faz como se fosse uma mulher, rejeitando os termos "gemidos", "acordar" e "cometer erros". Foi fortemente especulada — "ao menos por seus conhecidos na Factory de Andy Warhol" — que esta exploração das artimanhas e vulnerabilidade feminina é uma referencia a Edie Sedgwick. A referência à propensão da personagem por "confusão ... anfetamina e ... pérolas", de acordo com Heylin, sugere tratar-se de Sedgwick ou alguma debutante similar.
Discutindo as letras, o crítico literário Christopher Ricks detecta uma "nota de exclusão social" no verso "Eu era pobre e aquele era o seu mundo". Em resposta à acusação de que a representação das estratégias femininas é misógina, ele pergunta: "Poderia haver alguma arte desafiadora entre homens e mulheres onde a acusação simplesmente não apareceu?" A música alcançou a 33ª posição nas paradas americanas.

### Lado 3
Um blues sobre amantes se despedindo, "Most Likely You Go Your Way and I'll Go Mine" é uma das canções mais literais que Dylan gravou no período de 1965-66. O narrador se cansou de cuidar de sua amante e vai deixá-la "passar". Como em "Just Like a Woman" e "Absolutely Sweet Marie", ele espera até o final de cada verso para entregar a frase que concluí uma piada, que neste caso vem do título. A música foi lançada como single um ano depois, em março de 1967, no lado B de "Leopard-Skin Pill-Box Hat".
"Temporary Like Achilles" é um lento número de blues destacado pelo "sombrio piano barrilhouse" de Hargus "Pig" Robbins e pelo "breve chiado de gaita de Dylan". Na música, o narrador foi rejeitado por sua amante, que já assumiu seu mais recente namorado. Referindo-se ao seu rival como "Aquiles", o narrador sente que o novo pretendente pode acabar sendo descartado tão rapidamente quanto ele. O refrão que encerra cada um dos versos principais — "Querida, por que você é tão difícil?" — é um duplo sentido que Dylan queria trabalhar em uma música.
Descrita como um "blues confuso em ritmo acelerado, o puro Memphis" e um exemplo de "óbvia sensibilidade pop e melodia compulsiva", "Absolutely Sweet Marie" foi gravada em quatro tomadas em 7 de março de 1966. Gill vê as letras como uma série de metáforas sexuais, incluindo "batendo na minha trombeta" e as chaves para portões trancados, muitas delas derivadas do blues tradicional. No entanto, a música contém o que foi chamado de "uma das mais repetidas lições de vida de Dylan", o pensamento de que, "para viver fora da lei, você deve ser honesto", o que mais tarde foi invocado em muitos contextos boêmios e contraculturais.
Sobre "4th Time Around", quando os Beatles lançaram seu sexto álbum de estúdio, Rubber Soul, em dezembro de 1965, "Norwegian Wood" de John Lennon atraiu atenção pela forma como disfarça o relato de um caso ilícito numa linguagem enigmática dylanesca. Dylan esboçou uma resposta à música, também em compasso ternário, copiando a melodia e a estrutura circular, mas conduzindo o conto de Lennon numa direção mais sombria. Wilentz descreveu o resultado soando "como Bob Dylan se passando por John Lennon se passando por Bob Dylan".
"Obviously 5 Believers", a penúltima faixa de Blonde on Blonde, é uma canção de amor do roadhouse blues semelhante à melodia e estrutura de "Me and My Chauffeur Blues" de Memphis Minnie, e foi descrita por Robert Shelton como "a melhor música de R&B do álbum". Gravada nas primeiras horas da manhã na sessão de Nashville entre 9 e 10 de março sob o título de trabalho "Black Dog Blues", a música é conduzida pela guitarra de Robertson, pela gaita de Charlie McCoy e pela bateria de Kenny Buttrey. Depois de uma interrupção inicial, Dylan reclamou para a banda que a música era "muito fácil, cara", e que não queria gastar muito tempo com ela. Dentro de quatro tomadas, a gravação foi concluída.

### Lado 4
Escrita no estúdio de gravação da CBS em Nashville no espaço de oito horas na noite de 15 a 16 de fevereiro, "Sad Eyed Lady of the Lowlands" acabou ocupando todo o quarto lado do álbum. Os críticos observaram que "Lowlands" sugere "Lownds", e o biógrafo Robert Shelton escreveu que essa era uma "canção de casamento" para Sara Lownds, com quem o cantor havia se casado há apenas três meses. Em "Sara", um peã para sua esposa escrito em 1975, Dylan altera um pouco a história para afirmar que ficou "por dias no Chelsea Hotel/ Escrevendo 'Sad-Eyed Lady of the Lowlands' para você".
Quando tocou a música para Shelton, logo após gravá-la, ele afirmou: "Esta é a melhor música que eu já escrevi." Na mesma época, Dylan se entusiasmou com o jornalista Jules Siegel: "Apenas ouça isso! Isso é música de carnaval religiosa dos velhos tempos!" No entanto, em 1969, Dylan confessou ao editor da Rolling Stone, Jann Wenner: "Eu apenas sentei em uma mesa e comecei a escrever ... E acabei me empolgando com a coisa toda ... Eu comecei a escrever e não consegui parar. Após um período de tempo, eu esqueci o que era tudo, e comecei a tentar voltar ao começo [risos]."
Escutada por alguns ouvintes como um hino a uma mulher de outro mundo, para Shelton "suas dificuldades parecem além da resistência, mas ela irradia uma força interior, uma capacidade de renascer. Este é Dylan em seu mais romântico." Wilentz comentou que a escrita havia mudado desde os dias em que ele fez perguntas e forneceu respostas. Como os versos de "Tyger" de William Blake, o cantor faz uma série de perguntas sobre a "Senhorita de Olhos Tristes", mas nunca fornece respostas.

### Faixas não editadas eThe Cutting Edge
As seguintes faixas não editadas foram gravadas durante as sessões do disco.
| Título                   | Situação                                                                |
| ------------------------ | ----------------------------------------------------------------------- |
| "I'll Keep It with Mine" | Lançado em The Bootleg Series Volumes 1–3 (Rare & Unreleased) 1961–1991 |
| "I Wanna Be Your Lover"  | Lançado em Biograph                                                     |
| "Jet Pilot"              | Lançado em Biograph                                                     |
| "Medicine Sunday"        | Lançado no CD-ROM de Highway 61 Interactive                             |
| "Number One"             | Faixa inédita de julho de 1971 com direitos autorais                    |
| "She's Your Lover Now"   | Lançado em The Bootleg Series Volumes 1–3                               |

Em 2015, Dylan lançou o volume 12 de sua série bootleg, The Cutting Edge, em três formatos diferentes. A Edição de Colecionador de 18 discos foi descrita incluindo "todas as notas gravadas durante as sessões de 1965–1966, todas as letras alternativas e alternadas." Os 18 CDs contêm todas as tomadas de todas as músicas gravadas no estúdio durante as sessões de Blonde on Blonde, entre 5 de outubro de 1965 e 10 de março de 1966.
As sessões de Nova Iorque compreendem: duas tomadas de "Medicine Sunday", uma tomada de "Jet Pilot", doze tomadas de "Can You Please Crawl Out Your Window?", sete de "I Wanna Be Your Lover", catorze de "Visions of Johanna", dezesseis tomadas de "She's Your Lover Now", quatro de "Leopard-Skin Pill-Box Hat", vinte e quatro de "One of Us Must Know (Sooner or Later)", uma de "I'll Keep It with Mine", e uma de "Lunatic Princess".
As sessões de Nashville incluem: vinte tomadas de "Fourth Time Around", quatro de "Visions of Johanna", catorze tomadas de "Leopard-Skin Pill-Box Hat", quatro de "Sad-Eyed Lady of the Lowlands", quinze de "Stuck Inside of Mobile with the Memphis Blues Again", três de "Absolutely Sweet Marie", dezoito de "Just Like a Woman", três tomadas de "Pledging My Time", seis de "Most Likely You Go Your Way (And I'll Go Mine)", quatro de "Temporary Like Achilles", quatro de "Obviously Five Believers", cinco de "I Want You", e uma tomada de "Rainy Day Women #12 & 35". Os 18 CDs também contêm breves gravações de inserções de guitarra e teclado.
Descrevendo o processo de ouvir todas essas versões alternativas, Neil McCormick escreveu: "The Cutting Edge permite que os fãs testemunhem, talvez, a mais surpreendente explosão de linguagem e som na história do rock, uma nova abordagem à música sendo forjada antes de nossos ouvidos."

## Mixagem e escolha do título
Dylan mixou o álbum em Los Angeles no início de abril, antes de iniciar a parte australiana de sua turnê mundial de 1966. Wilentz escreveu que foi neste momento que ficou "óbvio que as riquezas das sessões de Nashville não poderiam caber em um único LP", e eles "produziram material sólido suficiente para exigir um álbum duplo estranhamente configurado, o primeiro de seu tipo na música popular contemporânea". De acordo com o produtor Steve Berkowitz, que supervisionou a reedição dos LPs de Dylan em mono como The Original Mono Recordings em 2010, Johnston disse a ele que eles trabalharam cuidadosamente na mixagem da mono por cerca de três ou quatro dias enquanto a mixagem estéreo terminou em cerca de quatro horas.
Al Kooper lembrou que tanto o título do álbum, Blonde on Blonde, quanto os títulos das músicas apareceram durante as sessões de mixagem. "Quando eles estavam mixando, estávamos sentados e Bob Johnston entrou e disse: 'Como você quer chamar isso?' E [Bob] apenas disse uma de cada vez ... Livre associação e tolices, tenho certeza, desempenharam um grande papel." Outro cronista de Dylan, Oliver Trager, observa que além de soletrar as iniciais do primeiro nome de Dylan, o título do álbum também é um riff de Brecht on Brecht, uma produção teatral baseada em obras do dramaturgo alemão Bertolt Brecht que influenciou suas primeiras composições. O próprio cantor comentou sobre o título: "Bem, nem me lembro exatamente como surgiu, mas sei que tudo foi de boa fé ... Eu não sei quem pensou nisso. Eu certamente não."

## Arte da capa
A capa do álbum mostra o cantor num retrato em close-up de 12 por 12 polegadas. A capa do álbum duplo se abre para formar uma foto de 12 por 26 polegadas do artista, com três quartos de comprimento. Seu nome e o título do álbum aparecem apenas na lombada. Um adesivo foi aplicado ao envoltório para promover os dois singles de sucesso do lançamento, "I Want You" e "Rainy Day Women #12 & 35".
A capa mostra Dylan em frente a um prédio de tijolos, usando uma jaqueta de camurça e um cachecol xadrez preto e branco. A jaqueta é a mesma que ele usou em seus próximos dois álbuns, John Wesley Harding e Nashville Skyline. O fotógrafo, Jerry Schatzberg, descreveu como a foto foi tirada:
Eu queria encontrar um local interessante fora do estúdio. Nós fomos para o lado oeste, onde as galerias de arte de Chelsea estão agora. Na época, era o distrito de empacotamento de carne de Nova Iorque e eu gostei da aparência. Estava congelando e estávamos com muito frio. O enquadramento que ele escolheu para a capa está borrado e desfocado. É claro que todo mundo estava tentando interpretar o significado, dizendo que deveria representar ficar drogado numa viagem de LSD. Não era nada disso; nós estávamos apenas com frio e estávamos tremendo. Havia outras imagens que eram nítidas e em foco, mas, para seu crédito, Dylan gostava daquela fotografia.
Uma pesquisa do historiador de rock Bob Egan sugere que o local da foto da capa é a 375 West Street, no extremo oeste de Greenwich Village. O interior do portão continha nove fotos em preto e branco, todas tiradas por Schatzberg e selecionadas para a capa pelo próprio cantor. Uma foto da atriz Claudia Cardinale do portfólio de Schatzberg foi incluída, mas depois retirada porque foi usada sem sua autorização e os representantes de Cardinale ameaçaram processar, tornando a capa de gravação original um item de colecionador. Dylan incluiu um autorretrato de Schatzberg como crédito para o fotógrafo. As fotos, para Gill, somaram "um vislumbre sombrio da vida [do músico], incluindo uma enigmática foto de Dylan segurando um pequeno retrato de uma mulher em uma mão e um par de alicates na outra: todos eles contribuíram para o ar de recluso gênio sibarita do álbum."

## Lançamento
A data oficial de lançamento do álbum é comumente apontada como 16 de maio de 1966. Michael Gray, autor de The Bob Dylan Encyclopedia, afirma que a data de lançamento foi na verdade em torno do final de junho ou início de julho. Isso coincide com a promoção do disco na Billboard, que publicou um anúncio de página inteira da Columbia em 25 de junho, selecionou o álbum como "New Action LP" em 9 de julho, e publicou uma crítica e um artigo sete dias depois.
O álbum estreou na parada Top LP's da Billboard em 23 de julho na posição 101 — apenas seis dias antes do acidente de motocicleta de Dylan em Woodstock tirá-lo da vista pública. Em contrapartida, outro LP contemporâneo, Pet Sounds dos Beach Boys, lançado oficialmente em 16 de maio de 1966, entrou na parada de LPs da Billboard menos de duas semanas após o lançamento em 28 de maio, na 105ª posição. Clinton Heylin argumenta que o início de julho é a data provável de lançamento, afirmando que um overdub em "Fourth Time Around" foi gravado um mês antes.
Foi descrito como o primeiro LP duplo de estúdio de um grande artista. Freak Out!, o álbum duplo do Mothers of Invention, foi lançado em 27 de junho do mesmo ano.
Em 2004 a Columbia/Legacy reeditou os dois CDs do álbum remasterizados como um único disco.

## Recepção musical

### Crítica profissional
| Críticas profissionais | Críticas profissionais |
| Avaliações da crítica  | Avaliações da crítica  |
| Fonte                  | Avaliação              |
| ---------------------- | ---------------------- |
| AllMusic               | [ 130 ]                |
| BBC                    | Favorável              |
| Entertainment Weekly   | A+                     |
| Rolling Stone          | [ 133 ]                |

Blonde on Blonde alcançou o Top 10 nas paradas de álbuns dos Estados Unidos e do Reino Unido, e também gerou uma série de músicas de sucesso que restauraram a carreira do músico aos altos escalões das paradas de singles. Em agosto de 1967, foi certificado como disco de ouro.
O álbum recebeu críticas em geral favoráveis. Pete Johnson no Los Angeles Times escreveu: "Dylan é um escritor soberbamente eloquente de músicas pop e folk com uma capacidade inigualável de pressionar ideias complexas e filosofia iconoclasta em breves versos poéticos e imagens surpreendentes." O editor do Crawdaddy!, Paul Williams, resenhou Blonde on Blonde em julho de 1966: "É um esconderijo de emoção, uma embalagem bem trabalhada de excelente música e melhor poesia, misturado e entrelaçado e pronto para se tornar parte de sua realidade. Aqui está um homem que falará com você, um bardo da década de 1960 com lira elétrica e cores deslizantes, mas um homem verdadeiro com olhos de raio-x para os quais você pode olhar, se quiser. Tudo que você tem a fazer é ouvir."
Para acompanhar o songbook do disco, Paul Nelson escreveu uma introdução afirmando: "O próprio título sugere a singularidade e a dualidade que esperamos de Dylan. Pois a música de ilusão e desilusão de Dylan — com o vagabundo como explorador e o palhaço como vítima feliz, onde os maiores crimes são a falta de vida e a incapacidade de se ver como um artista de circo no show da vida — sempre carregou consigo suas próprias tensões inerentes ... Dylan, no final, realmente COMPREENDE as situações, e uma vez que alguém realmente entende alguma coisa, não pode mais estar com raiva, não ser mais moralista, mas apenas [sentir] humor e compaixão, apenas pena."

### Reconhecimento e legado
Doze anos após o lançamento, Dylan disse: "O mais próximo que cheguei do som que ouço em minha mente foi com bandas individuais no álbum Blonde on Blonde. É aquele som fino e selvagem de mercúrio. É ouro metálico e brilhante, com o que quer que evoque." Para os críticos, o álbum duplo foi visto como a última parte da trilogia de discos de rock do músico na década de 60. Como Janet Maslin escreveu, "Os três álbuns deste período — Bringing It All Back Home e Highway 61 Revisited lançados em 1965, e Blonde on Blonde de 1966 — usaram instrumentação elétrica e arranjos de rock para alcançar uma exuberância que Dylan não havia demonstrado antes." Mike Marqusee descreveu a produção do cantor entre o final de 1964 e o verão de 1966, quando gravou esses três discos, como "um corpo de trabalho que permanece único na música popular." Para Patrick Humphries, "O corpo de trabalho de Dylan durante o período de 14 meses ... é inigualável nos 30 anos de história do rock. Em substância, estilo, ambição e conquista, ninguém chegou nem perto de combinar Bringing It All Back Home, Highway 61 Revisited e Blonde on Blonde."
Michael Gray, um estudioso do músico, escreveu: "Ter apresentado uma obra-prima com outra foi a história de Dylan fazendo conquistas aqui ... Onde Highway 61 Revisited tem Dylan expondo e confrontando como um feixe de laser em cirurgia, descendo de fora da doença, Blonde on Blonde oferece uma personalidade inundada dentro do caos ... Somos jogados de música em música. A sensação e a música estão em larga escala, e a linguagem e entrega são uma mistura rica do visionário e do coloquial." O crítico Tim Riley escreveu: "Uma abstração alastrando o revisionismo do blues excêntrico, Blonde on Blonde confirma a estatura de Dylan como a maior presença do rock americano desde Elvis Presley." O biógrafo Robert Shelton viu o álbum como "uma coleção marcante que completa seu primeiro grande ciclo do rock, que começou com Bringing It All Back Home." Resumindo a conquista do disco, ele escreveu que Blonde on Blonde "começa com uma piada e termina com um hino; entre a sagacidade alterna com um tema dominante de armadilha por circunstâncias, amor, sociedade e esperança não realizada ... Há um casamento notável de expressionismo de rock, funky e blues, e visões de descontinuidade, caos, vazio, perda, 'estar preso', semelhantes a Rimbaud."
Essa sensação de cruzar fronteiras culturais era, para Al Kooper, o coração de Blonde on Blonde: "[Bob Dylan] era o moderno hipster de Nova Iorque — o que ele estava fazendo em Nashville? Não fazia qualquer sentido. Mas você pega esses dois elementos, os coloca num tubo de ensaio e explode." Para Mike Marqusee, ele conseguiu combinar o tradicional trabalho de blues com técnicas literárias modernistas: ele "pegou idiomas herdados e os impulsionou numa estratosfera modernista. 'Pledging My Time' e 'Obviously 5 Believers' aderiram ao blues padrão que era venerável quando Dylan o encontrou pela primeira vez em meados dos anos cinquenta (ambos começam com o ritual de invocação do Delta no "início da manhã"). No entanto, como 'Visions of Johanna' ou 'Memphis Blues Again', essas músicas estão além da categoria. São composições alusivas, repetitivas, abstratas e irregulares que desafiam a redução."
Blonde on Blonde tem sido constantemente classificado em posições elevadas nas pesquisas dos maiores álbuns de todos os tempos. Em 1974, os escritores da NME o consideraram o segundo melhor álbum de todos os tempos. Demonstrando a natureza transitória de tais pesquisas, em 1997 o álbum foi classificado na 16ª posição na pesquisa "Música do Milênio" conduzida pela HMV, Channel 4, The Guardian e Classic FM. Em 2006, a revista TIME incluiu a obra em sua lista 100 All-TIME Albums — os 100 álbuns todos os tempos. Em 2003, ficou em 9º lugar na lista dos "500 Melhores Álbuns de Todos os Tempos" da revista Rolling Stone.Em 2004, duas músicas do álbum também apareceram na lista das "500 Melhores Canções de Todos os Tempos" da mesma revista: "Just Like a Woman" foi classificada na 230ª posição e "Visions of Johanna" no número 404. Quando a Rolling Stone atualizou essa lista em 2010, "Just Like a Woman" caiu para o número 232 e "Visions of Johanna" para o número 413. O álbum foi adicionalmente incluído no livro do crítico Robert Dimery, 1001 Albums You Must Hear Before You Die.

## Faixas
Todas as faixas escritas e compostas por Bob Dylan. 
| Lado 1 |                                         |         |  |
| N.º    | Título                                  | Duração |  |
| 1.     | "Rainy Day Women #12 & 35"              | 4:36    |  |
| 2.     | "Pledging My Time"                      | 3:50    |  |
| 3.     | "Visions of Johanna"                    | 7:33    |  |
| 4.     | "One of Us Must Know (Sooner or Later)" | 4:54    |  |

| Lado 2 |                                                       |         |  |
| N.º    | Título                                                | Duração |  |
| 1.     | "I Want You"                                          | 3:07    |  |
| 2.     | "Stuck Inside of Mobile with the Memphis Blues Again" | 7:05    |  |
| 3.     | "Leopard-Skin Pill-Box Hat"                           | 3:58    |  |
| 4.     | "Just like a Woman"                                   | 4:52    |  |

| Lado 3 |                                                |         |  |
| N.º    | Título                                         | Duração |  |
| 1.     | "Most Likely You Go Your Way and I'll Go Mine" | 3:30    |  |
| 2.     | "Temporary Like Achilles"                      | 5:02    |  |
| 3.     | "Absolutely Sweet Marie"                       | 4:57    |  |
| 4.     | "4th Time Around"                              | 4:35    |  |
| 5.     | "Obviously 5 Believers"                        | 3:35    |  |

| Lado 4 |                                 |         |  |
| N.º    | Título                          | Duração |  |
| 1.     | "Sad Eyed Lady of the Lowlands" | 11:23   |  |

## Créditos
O pessoal envolvido na elaboração de Blonde on Blonde está sujeito a alguma discrepância:
- Bob Dylan – Vocal, guitarra, harmônica, piano
- Robbie Robertson – Guitarra, vocal
- Rick Danko – Baixo, violino, vocal
- Garth Hudson – Teclados, saxofone
- Richard Manuel – Bateria, teclados, vocal
- Charlie McCoy – Baixo, guitarra, harmônica, trompete
- Al Kooper – Órgão, guitarra, corneta, teclados
- Hargus "Pig" Robbins – Piano, teclados
- Bill Atkins – Teclados
- Paul Griffin – Piano
- Kenneth A. Buttrey – Bateria
- Sanford Konikoff – Bateria
- Joe South – Guitarra
- Jerry Kennedy – Guitarra
- Wayne Moss – Guitarra, vocal
- Henry Strzelecki – Baixo
- Wayne Butler – Trombone

## Gráficos e certificações

### Paradas musicais
| País/Parada (1966–2016)        | Melhor posição |
| ------------------------------ | -------------- |
| Austrália (ARIA Charts)        | 2              |
| Estados Unidos (Billboard 200) | 9              |
| Itália (FIMI)                  | 98             |
| Portugal (AFP)                 | 37             |
| Reino Unido (UK Albums Chart)  | 11             |

### Certificação
| País           | Provedor | Certificação | Vendas     |
| -------------- | -------- | ------------ | ---------- |
| Estados Unidos | RIAA     | 2× Platina   | 2 milhões+ |
| Reino Unido    | BPI      | Platina      | 300 mil+   |